# Christopher Hogwood

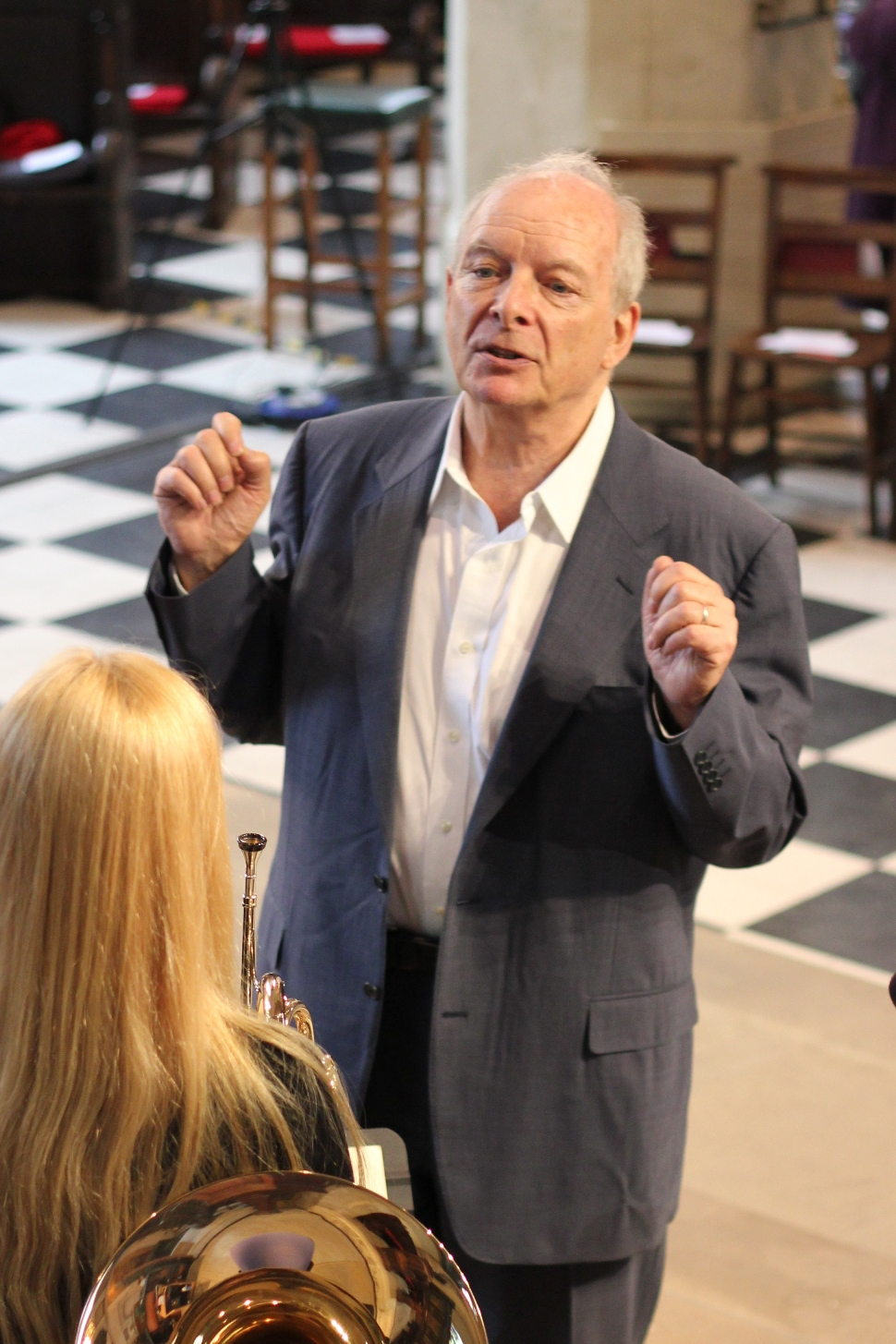
Christopher Hogwood während einer Probe im Gresham College (Februar 2014)

Christopher Hogwood, CBE (* 10. September 1941 in Nottingham; † 24. September 2014 in Cambridge) war ein britischer Cembalist, international bekannter Dirigent und Musikwissenschaftler.

## Leben und Wirken
Hogwood studierte Musik am Pembroke College in Cambridge. Er war Schüler von Raymond Leppard und Stanley Thurston, Rafael Puyana und Gustav Leonhardt. Nach einem einjährigen Stipendium in Prag wurde er Cembalist des Early Music Consort in London, einem Ensemble, das mit großem Erfolg auch Musik der Renaissance zur Aufführung brachte.
1973 gründete er die Academy of Ancient Music, ein Orchester, das sich besonders um die historische Aufführungspraxis verdient macht. Seit 1981 dirigierte er große Orchester in den USA und leitete dort Opernaufführungen. Im Jahre 1992 wurde er Professor für Alte Musik an der Royal Academy of Music in London. Hogwood schrieb mehrere Bücher, so etwa einen grundlegenden musikalischen Führer über die Triosonate und eine Biographie von Georg Friedrich Händel.
2008 erhielt er den Händelpreis der Stadt Halle.
Kurz vor seinem Tode trennte sich Hogwood von seinem Civil Partner, dem Filmregisseur Anthony Fabian.

## Schriften
- Georg Friedrich Händel. Eine Biographie (= Insel-Taschenbuch. 2655). Aus dem Englischen von Bettina Obrecht. Insel-Verlag, Frankfurt am Main u. a. 2000, ISBN 3-458-34355-5.